# 朱广权
朱广权（1979年4月21日—），男，吉林松原人，中国中央电视台新闻主播、综艺节目主持人。

## 生平
朱广权毕业于北京广播学院（现中国传媒大学）的播音与主持艺术专业，2003年进入央视，曾担任《晚间新闻》、《新闻30分》、《新闻直播间》、《国际时讯》等节目的主播，现担任《共同关注》节目的主播，综艺节目《机智过人》第二季的主持人。其生动活泼的播报风格广受赞誉，被网友称为“央视段子手”。

## 節目主持
- 2024年 小紅書 《大家的春晚》